# Bauministerkonferenz
Die Bauministerkonferenz ist eine Fachministerkonferenz der deutschen Länder. Sie besteht seit dem 15. November 1948. Bei den jährlichen Treffen tagen die für Städtebau, Bau- und Wohnungswesen zuständigen Minister und Senatoren der 16 Länder der Bundesrepublik Deutschland. Die für das Bauwesen zuständige Bundesministerin für Wohnen, Stadtentwicklung und Bauwesen ist als ständiger Gast geladen. Vorbereitet werden die Konferenzen von vorangehenden Treffen (Amtschefkonferenzen) der Abteilungsleiter der Landesministerien.
Die Bauministerkonferenz ist eine ständige Einrichtung und dient der Koordination von Angelegenheiten der Bauwirtschaft. Sie erörtert Fragen zum Wohnungswesen, Städtebau und Baurecht und formuliert die Interessen der Länder gegenüber dem Bund. Die Bauministerkonferenz stimmt sich über die Musterbauordnung ab, die die Grundlage für die Landesbauordnungen darstellt. Der Vorsitz rotiert alle zwei Jahre zwischen den Bundesländern. Für die Jahre 2024 und 2025 hat turnusgemäß Christian Bernreiter, der bayerische Staatsminister für Wohnen, Bau und Verkehr, den Vorsitz der Bauministerkonferenz übernommen.